# Salanto ir Blendžiavos upės II
Salanto ir Blendžiavos upės II este o arie protejată (sit de importanță comunitară — SCI) din Lituania întinsă pe o suprafață de 12,29 ha, integral pe uscat.

## Localizare
Centrul sitului Salanto ir Blendžiavos upės II este situat la coordonatele 56°01′41″N 21°33′27″E / 56.0281°N 21.5575°E.

## Înființare
Situl Salanto ir Blendžiavos upės II a fost declarat sit de importanță comunitară în noiembrie 2021 pentru a proteja un număr necunoscut de specii din flora spontană și fauna sălbatică aflate în arealul zonei.

## Biodiversitate
Situată în ecoregiunea boreală, aria protejată conține 1 habitat natural: Pajiști fino-scandinave uscate până la mezice, bogate în specii de altitudine mică.
La baza desemnării sitului se află un număr nedeclarat de specii protejate.
Pe lângă speciile protejate, pe teritoriul sitului au mai fost identificate 1 specie de nevertebrate.